# Aaron Eckhart
Aaron Edward Eckhart (ur. 12 marca 1968 w Cupertino w stanie Kalifornia) – amerykański aktor filmowy i teatralny.

## Wczesne lata
Urodził się w rodzinie mormonów Kościoła Jezusa Chrystusa Świętych w Dniach Ostatnich jako najmłodszy z trzech synów Mary Marthy Eckhart (z domu Lawrence) i Jamesa C. Eckharta „Jima Seniora”. Jego matka była autorką książek dla dzieci i poetką, a ojciec był informatykiem.
Wychował się z dwoma starszymi braćmi, Jamesem Lawrence'em (ur. 29 sierpnia 1963) i Adamem (ur. 23 października 1966). Dorastał w Cupertino, w stanie Kalifornia, a jako nastolatek przebywał z rodziną w Anglii i Sydney w Australii. Po ukończeniu szkoły średniej próbował swych sił jako surfer na Hawajach oraz służył do misji mormonów we Francji i Szwajcarii.
W 1994 ukończył Brigham Young University w Provo, w stanie Utah.

## Kariera
Debiutował w amatorskim filmie o tematyce wiary mormonów Godly Sorrow. Po udziale w thrillerze CBS Błąd w sztuce (Double Jeopardy, 1992) u boku Bruce’a Boxleitnera i Seli Ward zadebiutował na dużym ekranie w dreszczowcu Rzeź niewiniątek (Slaughter of the Innocents, 1997) ze Scottem Glennem i Kevinem Sorbo. Za postać Chada, chłopaka socjopatycznej sekretarki w dramacie Między nami facetami (In the Company of Men, 1997) odebrał nagrodę Independent Spirit na festiwalu filmów niezależnych w Santa Monica i zdobył nagrodę specjalną za dokonanie w Los Angeles.
Rola rzecznika prasowego jednego z największych koncernów tytoniowych w komedii-satyrze Dziękujemy za palenie (Thank You for Smoking, 2006) zapewniła mu nominację do Złotego Globu. W dreszczowcu Czarna Dalia (The Black Dahlia, 2006) zagrał detektywa Blancharda, a w filmie Mroczny rycerz (The Dark Knight, 2008) był prokuratorem Harveyem Dentem. Wystąpił w teledysku do piosenki zespołu SHeDAISY „I’m Taking the Wheel” (2006).

## Filmografia
Filmy fabularne

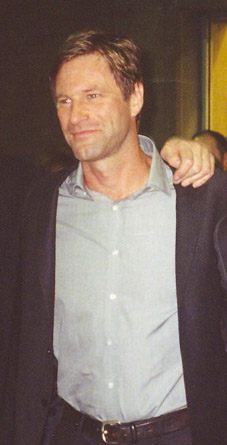
Aaron Eckhart na 30. Międzynarodowym Festiwalu Filmowym w Toronto, 2005

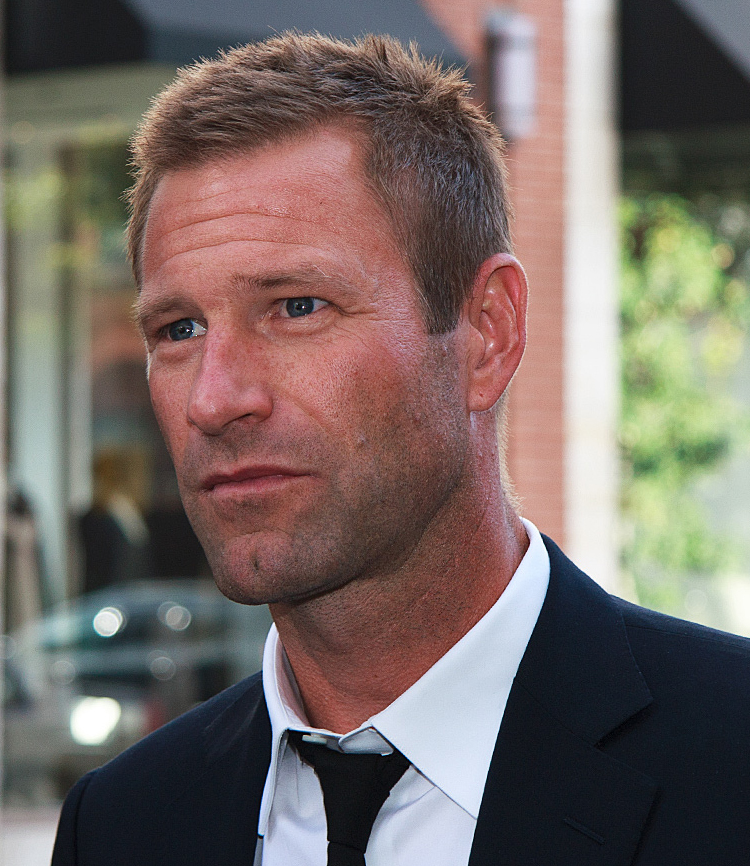
Aaron Eckhart na 35. Międzynarodowym Festiwalu Filmowym w Toronto, 2005

- 1992: Błąd w sztuce (Double Jeopardy, TV) jako Dwayne
- 1997: Między nami facetami (In the Company of Men) jako Chad
- 1997: Rzeź niewiniątek (Slaughter of the Innocents) jako Ken Reynolds
- 1998: Czwartek (Thursday) jako Nick
- 1998: Kochankowie z sąsiedztwa (Your Friends & Neighbors) jako Barry
- 1999: Męska gra (Any Given Sunday) jako Nick Crozier
- 1999: Molly jako Buck McKay
- 2000: Upadek (Tumble) jako „Mężczyzna”
- 2000: Siostra Betty (Nurse Betty) jako Del Sizemore
- 2000: Erin Brockovich jako George
- 2001: Obietnica (The Pledge) jako Stan Krolak
- 2002: Opętanie (Possession) jako Roland Michell
- 2003: Zapłata (Paycheck) jako James Rethrick
- 2003: Zaginione (The Missing) jako Brake Baldwin
- 2003: Jądro Ziemi (The Core) jako dr Josh Keyes
- 2004: Vapor jako Nathaniel Powers
- 2004: Sprawca Zero (Suspect Zero) jako Thomas Mackelway
- 2005: Nigdylandia (Neverwas) jako Zach Riley
- 2006: Czarna Dalia (The Black Dahlia) jako sierżant Lee Blanchard
- 2006: Kult (The Wicker Man) jako Truck Stop Patron
- 2006: Dziękujemy za palenie (Thank You for Smoking) jako Nick Naylor
- 2005: Rozmowy z innymi kobietami (Conversations With Other Women) jako mężczyzna
- 2007: Życie od kuchni (No Reservations) jako Nick Palmer
- 2007: Meet Bill jako Bill
- 2008: Traveling
- 2008: Mroczny rycerz (The Dark Knight) jako Harvey Dent
- 2009: Miłość w Seattle (Love Happens) jako Burke Ryan
- 2010: Między światami (Rabbit Hole) jako Howie Corbett
- 2011: Inwazja: Bitwa o Los Angeles (Battle: Los Angeles) jako sierżant sztabowy Michael Nantz
- 2012: Wrobiony (Erased) jako Ben Logan
- 2013: Olimp w ogniu (Olympus Has Fallen) jako prezydent Benjamin Asher
- 2014: Ja, Frankenstein (I, Frankenstein) jako Adam Frankenstein
- 2016: Sully jako Jeff Skiles
- 2016: Londyn w ogniu (London Has Fallen) jako prezydent Benjamin Asher
- 2019: Line of Duty jako Frank Penny

Seriale TV
- 1996: Obcy w rodzinie (Aliens in the Family)
- 2004: Frasier jako Frank